# My Gift to You
Albums de Hayley Westenra
Hayley Westenra (album)
(2001) Pure
(2003)
My Gift To You est le deuxième album d'Hayley Westenra. Il est sorti uniquement en Nouvelle-Zélande et en Australie.

## Description de l'album
Cet album est une collection de chansons de Noël parmi lesquelles les préférées d'Hayley.
Dès son entrée dans le RIANZ, l'album est  Platine. Il se vend à 25 000 exemplaires.

## Détails des chansons
Sophie Westenra chante avec sa sœur sur deux chansons, Do You Hear What I Hear et Through These Eyes.

## Liste des titres
1. All I Have To Give
2. You'll Never Walk Alone
3. Chestnuts Roasting On An Open Fire (The Christmas Song)
4. Mary Did You Know
5. The Peace Song
6. Do You Hear What I Hear
7. Somewhere Over The Rainbow
8. Gabriel's Message
9. Pokarekare Ana
10. Through These Eyes
11. Morning Has Broken
12. Silent Night